# Данково
Данково (пол. Dankowo, нім. Semmler) — село в Польщі, у гміні Квідзин Квідзинського повіту Поморського воєводства.
Населення — 113 осіб (2011).
У 1975-1998 роках село належало до Ельблонзького воєводства.

## Демографія
Демографічна структура станом на 31 березня 2011 року:
|          | Загалом | Допрацездатний вік | Працездатний вік | Постпрацездатний вік |
| -------- | ------- | ------------------ | ---------------- | -------------------- |
| Чоловіки | 59      | 21                 | 35               | 3                    |
| Жінки    | 54      | 13                 | 33               | 8                    |
| Разом    | 113     | 34                 | 68               | 11                   |